# GOLDEN☆BEST 来生たかお バイオグラフィー
『GOLDEN☆BEST 来生たかお BIOGRAPHY』（ゴールデン☆ベスト きすぎたかお バイオグラフィー）は、2003年にリリースされた来生たかおのベスト・アルバム（CD〈規格品番：UICZ-6026〉）である。

## 概要
※原則的に、来生たかおは“来生”に省略、来生えつこは“来生えつこ”と表記。
複数のレコード会社による合同企画『ゴールデン☆ベスト』シリーズの1枚で、ベスト・アルバム『BIOGRAPHY』『BIOGRAPHY II』を基調に、初CD化となるオリジナル楽曲のほか、主に女性歌手に提供した楽曲のセルフカバーが収録されている。
作曲家として多くの楽曲を提供しているため、元々自作自演曲だったにもかかわらずセルフカバーと思われがちな楽曲も存在する。薬師丸ひろ子が歌った「セーラー服と機関銃」（1981年11月21日リリース）は提供曲という位置付けではあるが、来生たかお版「夢の途中 -セーラー服と機関銃-」の方が先にリリースされている（1981年11月10日）。
ジャケット写真は、『BIOGRAPHY II』『ベスト・コレクション Songs』及び第12弾オリジナル・シングル「気分は逆光線」（全て1982年4月25日リリース）と同じもの（モノクロの来生自身）が使用され、ブックレットには榊洋希による解説（総論及び楽曲ごとの詳細）が記載されている。
編曲者の“矢倉銀”は、来生のペンネームである。
ルビジウム・クロックの使用によるデジタル・リマスターが施されている。

## パッケージの体裁

### アルバムタイトル
ジャケット
“Takao Kisugi GOLDEN☆BEST BIOGRAPHY”
ケースの側面部
“バイオグラフィー”“Biography”の併用
帯
“来生たかお ゴールデン☆ベスト バイオグラフィー”
なお、各種ディスコグラフィーによっても表記は片仮名やアルファベットになっている。

### 帯のコピー
少年の面影。みずみずしい感性がほとばしるアーリー・ベスト。 幻のセルフカバー音源「試練」、「ほほえみの扉」収録。

## 収録曲
- 全作詞：来生えつこ ／ 作曲：来生たかお

1. 浅い夢（3:46）
  - 編曲：福井崚
  - ベスト・アルバム『BIOGRAPHY』に収録された、ヴォーカルを録り直したヴァージョン。
  - 楽曲の詳細はオリジナル・アルバム『浅い夢』を参照。
2. マイ・ラグジュアリー・ナイト（4:50）
  - 編曲：福井崚
  - オリジナル・シングル「あなただけGood Night」及びベスト・アルバム『BIOGRAPHY』に収録されたヴァージョン。
  - しばたはつみへの提供曲（1977年7月10日リリースのシングル）で、『第28回NHK紅白歌合戦』でも披露された。
  - 楽曲の詳細はベスト・アルバム『BIOGRAPHY』を参照。
3. ジグザグ 〜酔いどれ天使〜（3:57）
  - 編曲：星勝
  - ベスト・アルバム『BIOGRAPHY』に収録された、ヴォーカルを録り直したヴァージョン。
  - 亀渕友香への提供曲（1974年3月21日リリースのアルバム『Touch Me, Yuka』収録）。
  - 楽曲の詳細はオリジナル・アルバム『ジグザグ』を参照。
4. 試練（4:58）
  - 編曲：萩田光雄
  - 西郷輝彦への提供曲（1978年6月25日リリースのシングル）。
  - 楽曲の詳細はベスト・アルバム『BIOGRAPHY』を参照。
5. 涙嫌い（4:04）
  - 編曲：松任谷正隆
  - 楽曲の詳細はオリジナル・アルバム『By My Side』を参照。
6. ほほえみの扉（4:20）
  - 編曲：萩田光雄
  - 三浦友和への提供曲（1978年11月1日リリースのシングル）。
  - 楽曲の詳細はベストアルバム『BIOGRAPHY』を参照。
7. あなただけGood Night（3:41）
  - 編曲：松井忠重
  - ベスト・アルバム『BIOGRAPHY II』に収録された、ヴォーカルを録り直したヴァージョン。
  - 楽曲の詳細はベスト・アルバム『BIOGRAPHY II』を参照。
8. やさしさ、ひととき（4:08）
  - 編曲：矢倉銀
  - ベスト・アルバム『BIOGRAPHY II』に収録された、ヴォーカルを録り直したヴァージョン。
  - 楽曲の詳細は企画アルバム『来生たかお』を参照。
9. たそがれの苺（4:45）
  - 編曲：矢倉銀 ／ コーラスアレンジ：杉真理
  - ベスト・アルバム『BIOGRAPHY II』に収録された、ヴォーカルを録り直したヴァージョン。
10. Goodbye Day（5:21）
  - 編曲：松井忠重
  - 企画アルバム『来生たかお』に収録されたヴァージョン。
  - 楽曲の詳細は企画アルバム『来生たかお』を参照。
11. 夢の途中（4:49）
  - 編曲：星勝
  - 薬師丸ひろ子への提供曲「セーラー服と機関銃」との競作シングル（1981年11月1日リリースの第11弾オリジナル・シングル）で、彼女が歌ったヴァージョンは主演映画『セーラー服と機関銃』の主題歌として使用された。また、来生の歌手デビュー25周年記念アルバム『Dear my company』では“来生たかお Duet with 薬師丸ひろ子”名義でカバーしている[1]。
  - 楽曲の詳細は、オリジナル・アルバム『夢の途中』を参照。
12. おだやかな構図（4:53）
  - 編曲：松井忠重
  - 山口百恵への提供曲（1979年4月1日リリースのアルバム『A Face in a Vision』収録）。
  - 楽曲の詳細は、オリジナル・アルバム『夢の途中』を参照。
13. シルエット・ロマンス（4:26）
  - 編曲：星勝
  - 大橋純子への提供曲（1981年11月25日リリースのシングル）。
  - オリジナル・シングル「気分は逆光線」及びベストアルバム『BIOGRAPHY II』に収録されたヴァージョンとされているが、ベスト・アルバム『The Best of TAKAO KISUGI 夢の途中に…』（1997年5月25日リリース）を制作する際、担当ディレクターがキティレコードに残っていた“最も古いマスターテープ”（別のテイク）を使用し、本アルバムにもそのテイクが収録されている[2]。
  - 楽曲の詳細は、ベスト・アルバム『BIOGRAPHY II』を参照。
14. 気分は逆光線（4:30）
  - 編曲：星勝
  - 第12弾オリジナル・シングル（1982年4月25日リリース）
  - 楽曲の詳細は、ベスト・アルバム『BIOGRAPHY II』を参照。
15. 空色の渚 〜時よ ゆっくり〜（5:12）
  - 編曲：松井忠重
  - 楽曲の詳細はベスト・アルバム『来生たかお作品集 Times Go By 』を参照。
16. セカンド・ラブ（4:01）
  - 編曲：星勝
  - 中森明菜への提供曲[3]（1982年11月10日リリースのシングル）で、前出の『Dear my company』では“来生たかお Duet with 中森明菜”名義でカバーしている。
  - 楽曲の詳細は、企画アルバム『Visitor』を参照。
17. あなたのように（3:24）
  - 編曲：新川博
  - 楽曲の詳細は、オリジナル・アルバム『Ordinary』を参照。
18. 無口な夜（4:10）
  - 編曲：福井崚
  - 第14弾オリジナル・シングル（1983年3月1日リリース）
  - 楽曲の詳細は、オリジナル・アルバム『来生たかお作品集 Times Go By』を参照。